# Grande Boucle Féminine Internationale
La Grande Boucle Féminine Internationale, parfois simplement nommée Grande Boucle Féminine est une course cycliste par étapes sur route féminine, disputée en France de 1992 à 2009. Elle porte le nom de Tour cycliste féminin lors de ses sept premières éditions.

## Histoire

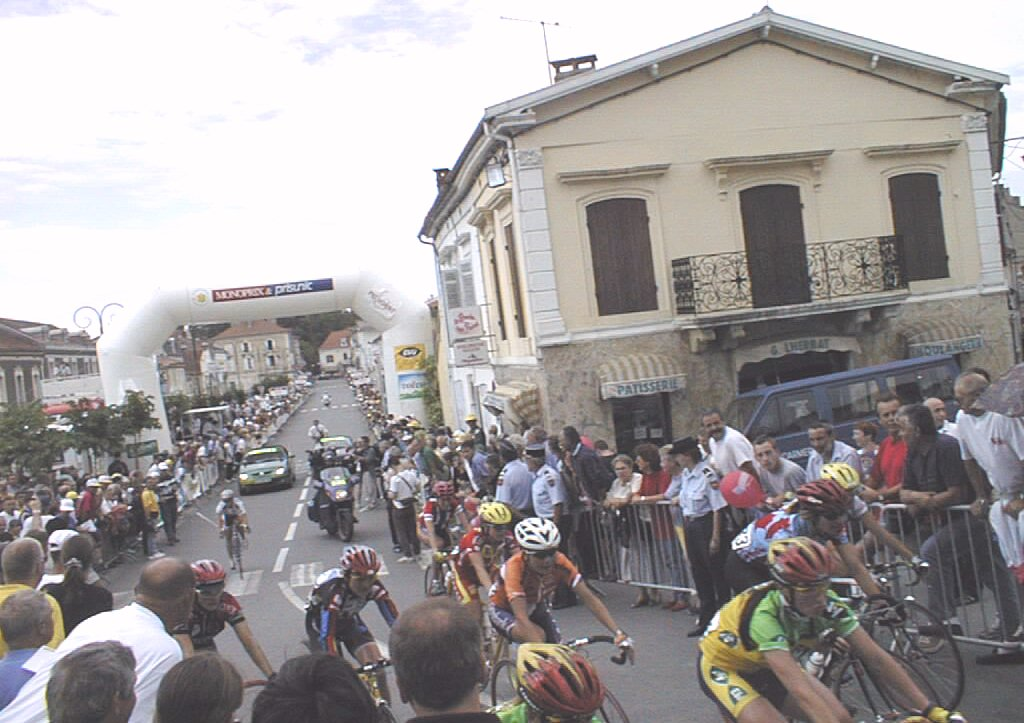
Arrivée d'une étape en 1999

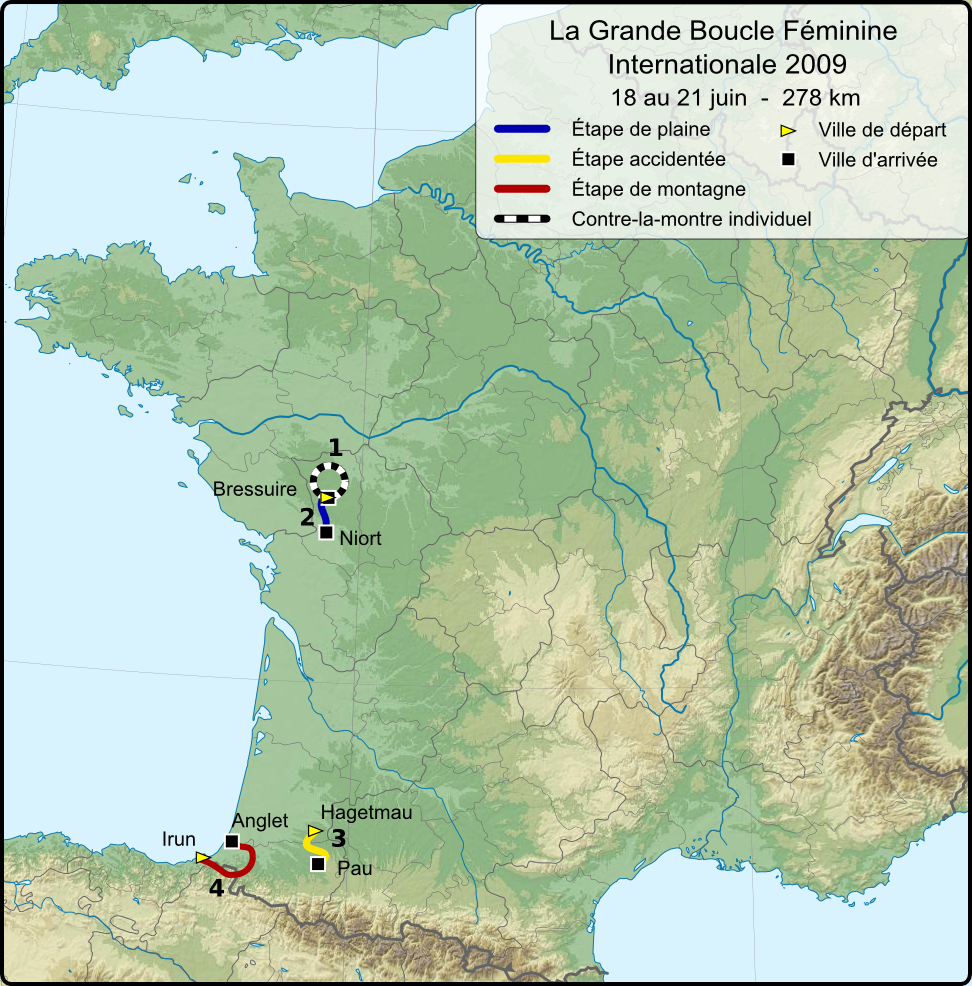
Parcours de l'édition 2009

En 1992, une nouvelle épreuve, courue au mois d'août, est mise sur pied par l'organisateur indépendant Pierre Boué pour concurrencer le Tour de la CEE féminin. Elle est initialement appelée Tour cycliste féminin, l'utilisation de la marque « Tour de France » étant impossible car légalement détenue par la Société du Tour de France (ASO). Le Tour cycliste féminin se déroule à une période différente de celle du Tour de la CEE féminin, ce qui permet aux coureuses qui le souhaitent de disputer les deux épreuves. La Néerlandaise Leontien van Moorsel réalise ainsi le doublé en remportant les deux courses en 1992. Malgré la présence de coureuses confirmées comme Jeannie Longo, Leontien van Moorsel ou Fabiana Luperini, les médias ne montrent pas de réel intérêt pour la Grande Boucle féminine. En 1994, le Tour cycliste féminin se retrouve sans concurrent car ASO a décidé d'abandonner le Tour de la CEE féminin qui manquait également de couverture médiatique.
Finalement, ASO fait valoir ses droits également sur le terme simple « Tour », ce qui contraint Pierre Boué de changer le nom de son épreuve en 1998 : ce dernier décide alors de l'intituler Grande Boucle Féminine Internationale,,. C'est pour les mêmes raisons que la cycliste en tête du classement général porte désormais le maillot or et non plus le maillot jaune, qui reste lui associé au Tour de France. Toujours en 1998, l'affaire Festina liée au dopage rend la recherche de partenaires plus difficile. Faute de moyens financiers, la Grande Boucle féminine internationale est alors l'objet de critiques de la part d'une partie du peloton féminin : on lui reproche le choix d'hôtels de moindre qualité avec absence d'air conditionné, les longs transferts entre étapes, de longs départs neutralisés et le non-paiement des primes de course. 
L'édition 2003 a ainsi été notamment marquée par une forte canicule. La deuxième étape a été suivie d'un transfert de Corse vers le continent particulièrement tardif, les équipes ne parvenant à leurs hôtels que tard dans la nuit. L'étape est donc écourtée de trente kilomètres par le jury. L'étape suivante, initialement présentée comme l'étape reine, est réduite à seulement trente-cinq kilomètres. Les parcours auraient également présenté des dénivelés sous-estimés. Par ailleurs, ASO continue d'entraver l'organisateur concurrent qui ne parvient plus à surmonter les difficultés financières. En 2004, la course n'est pas disputée. 
La Grande Boucle féminine internationale est cependant de retour en 2005, mais avec une version raccourcie et un statut plus modeste, à l'échelon national. La compétition n'est alors plus classée par l'Union cycliste internationale (UCI) et cette dernière lui cherche même un « remplaçant » : l'UCI lance en effet un appel d'offres pour l'organisation d'une grande course par étapes en France. L'année suivante, le départ du Tour d'Italie féminin, une course concurrente de poids, est donné pendant la Grande Boucle, empêchant ainsi les coureuses de participer aux deux épreuves. La Grande Boucle féminine est remportée de 2005 à 2009 par une membre de l'équipe Univega qui change de noms plusieurs fois. Bien que planifiée par l'organisateur Pierre Boué, l'édition 2010 de la Grande Boucle n'est pas inscrite par l'UCI au calendrier officiel, conduisant à son annulation. Une des causes de cette non-inscription est un rapport d'un des membres du jury de l'UCI sur l'édition 2009. Cette annulation entraine la disparition de la Grande Boucle féminine.

## Palmarès
| Année                                 | Vainqueur            | Deuxième             | Troisième              |
| ------------------------------------- | -------------------- | -------------------- | ---------------------- |
| Tour cycliste féminin                 |                      |                      |                        |
| 1992                                  | Leontien van Moorsel | Jeannie Longo        | Heidi Van de Vijver    |
| 1993                                  | Leontien van Moorsel | Marion Clignet       | Heidi Van de Vijver    |
| 1994                                  | Valentina Polkhanova | Rasa Polikevičiūtė   | Cécile Odin            |
| 1995                                  | Fabiana Luperini     | Jeannie Longo        | Luzia Zberg            |
| 1996                                  | Fabiana Luperini     | Rasa Polikevičiūtė   | Jeannie Longo          |
| 1997                                  | Fabiana Luperini     | Barbara Heeb         | Linda Jackson          |
| 1998                                  | Edita Pučinskaitė    | Fabiana Luperini     | Alessandra Cappellotto |
| Grande Boucle Féminine Internationale |                      |                      |                        |
| 1999                                  | Diana Žiliūtė        | Valentina Polkhanova | Edita Pučinskaitė      |
| 2000                                  | Joane Somarriba      | Edita Pučinskaitė    | Géraldine Loewenguth   |
| 2001                                  | Joane Somarriba      | Fabiana Luperini     | Judith Arndt           |
| 2002                                  | Zinaida Stahurskaia  | Susanne Ljungskog    | Joane Somarriba        |
| 2003                                  | Joane Somarriba      | Nicole Brändli       | Judith Arndt           |
| 2004Non disputée                      |                      |                      |                        |
| 2005                                  | Priska Doppmann      | Edwige Pitel         | Christiane Soeder      |
| 2006                                  | Nicole Cooke         | Maryline Salvetat    | Tatsiana Sharakova     |
| 2007                                  | Nicole Cooke         | Priska Doppmann      | Emma Pooley            |
| 2008                                  | Christiane Soeder    | Karin Thürig         | Nicole Cooke           |
| 2009                                  | Emma Pooley          | Christiane Soeder    | Marianne Vos           |